# Bred sumpdammsnäcka
Bred sumpdammsnäcka (Stagnicola palustris) är en snäckart som först beskrevs av Otto Friedrich Müller 1774.  Bred sumpdammsnäcka ingår i släktet Stagnicola, och familjen dammsnäckor. IUCN kategoriserar arten globalt som livskraftig. Arten är reproducerande i Sverige.

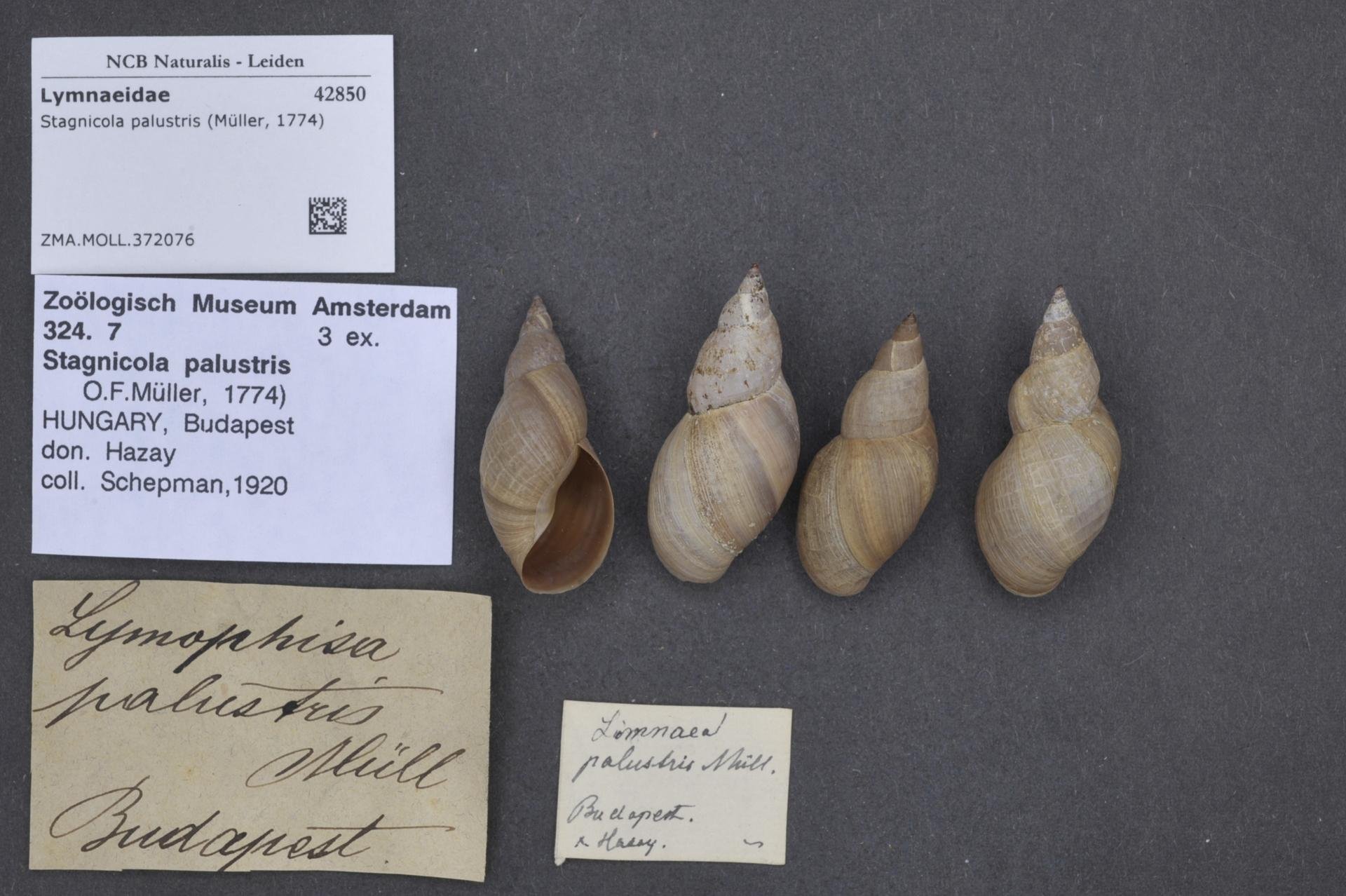
Stagnicola palustris (Müller, 1774), museiföremål Naturalis